# Епархия Литл-Рока
Епархия Литл-Рока (лат. Dioecesis Petriculana) — епархия Римско-Католической церкви в городе Литл-Рок, штат Арканзас, США. Епархия Литл-Рока входит в митрополию Оклахома-Сити. Кафедральным собором епархии Литл-Рока является Собор святого Андрея.

## История

Герб епархии Литл-Рока

28 ноября 1843 года Римский папа Григорий XVI издал бреве In suprema militantis, которым учредил епархию Литл-Рока, выделив её из епархии Сент-Луиса. 10 марта 1844 года был рукоположён первый епископ епархии . 19 июля 1850 года епархия Литл-Рока вошла в митрополию Нового Орлеана.
В середине XIX века в Литл-Роке имела сильное влияние антикатолическая организация «Know Nothing», активисты которого в 1854 году подожгли католическую церковь святой Елены.
14 мая 1876 года епархия Литл-Рока передала часть своей территории Апостольской префектуре Индейских территорий (сегодня — Архиепархия Оклахома-Сити).
В 1881 году был построен и освящён Собор святого Андрея в Литл-Роке. В 1911 году была открыта семинария.
В 1950-е года Католическая церковь столкнулась в Литл-Роке с проблемами расовой сегрегации. Чтобы не вызвать протесты местного населения епископ был вынужден закрыть на территории своей епархии приходы для афроамериканцев.
В 1960 году в епархии возникла проблема с преподавателями семинарии, которые ставили под сомнение учение Католической церкви о папской непогрешимости и контроле над рождаемостью. По этой причине епархиальная семинария была закрыта в 1967 году.
13 декабря 1972 года епархия Литл-Рока вошла в митрополию Оклахома-Сити.
В начале XXI века численность верующих епархии значительно возросла за счёт испаноязычных эмигрантов.

## Ординарии епархии
- епископ Эндрю Бëрн[англ.] (28.11.1843 — 10.06.1862)
- епископ Эдвард Мэри Фицджеральд[англ.] (24.04.1866 — 21.02.1907)
- епископ Джон Баптист Моррис[англ.] (21.02.1907 — 22.10.1946)
- епископ Альберт Льюис Флетчер[англ.] (07.12.1946 — 04.07.1972)
- епископ Эндрю Джозеф Макдональд[англ.] (04.07.1972 — 04.01.2000)
- епископ Джеймс Питер Сартен[англ.] (04.01.2000 — 16.05.2006) — назначен епископом Джолиета
- епископ Энтони Бэзил Тейлор[англ.] (с 10.04.2008)

## Источник
- Annuario Pontificio, Libreria Editrice Vaticana, Città del Vaticano, 2003, ISBN 88-209-7422-3
- Бреве In suprema militantis, Raffaele de Martinis, Iuris pontificii de propaganda fide. Pars prima, т. V, Romae, 1893, стр. 319  (лат.)